# María Rosal
María Rosal Nadales (Fernán Núñez, 1961) es una escritora y docente española, profesora de la Universidad de Córdoba. Es autora de numerosas obras de poesía y ensayo.

## Biografía
Nació en la localidad cordobesa de Fernán Núñez en 1961.
Licenciada en Filología Hispánica por la Universidad de Córdoba y Doctora en Teoría de la Literatura y del Arte y literatura comparada por la Universidad de Granada. Profesora Titular de la Universidad de Córdoba en el departamento de Ciencias del Lenguaje, área Didáctica de la Lengua y la Literatura. Directora de la Cátedra Leonor de Guzmán desde 2015. Sus líneas de investigación se centran en la poesía contemporánea, los estudios de género y en la literatura infantil y juvenil. Coordinadora de la Red Internacional de Universidades Lectoras en la Universidad de Córdoba.
Académica correspondiente de la Real Academia de Córdoba, con el discurso de ingreso: La mujer y el vino en la literatura. Historia de un desencuentro (2003). Académica de la Academia de Buenas Letras de Granada, con el discurso de ingreso Violencia simbólica en formas de cultura popular. Aspectos léxico-semánticos en los chistes sexistas (2008).

## Distinciones
Ha recibido el Premio Carmen de Burgos de Investigación feminista por la obra Poética de la sumisión. Malos tratos y respuesta femenina en la copla (2010), el premio Ricardo Molina (2000) por Tregua y el Andalucía de la crítica por Otra vez Bartleby (2004).